# George Chirovici
Gheorghe (George) Chirovici (n. 1883, Craiova, România – d. 1968) a fost un pictor, desenator, acuarelist și frescar român, recunoscut mai ales pentru lucrările sale cu temă religioasă. Gheorghe Chirovici este cofondator al Sindicatului Artelor Frumoase, împreună cu Leon Biju, Elena Alexandrina Bednarik, Ignat Bednarik, Adam Bălțatu, Lucian Grigorescu, Paul Molda și Gheorghe Simotta.

## Viața și studiile
S-a născut la Craiova în anul 1883 și după o scurtă ucenicie pe lângă artiștii italieni care lucrau la pictura bisericii din Turnu Măgurele, a plecat la București pentru a se înscrie la Școala de Belle-Arte. Renunță însă după câțiva ani, preferând să își caute singur drumul artistic.
Expune pentru prima dată în jurul anului 1913, dar abia după război își începe cu adevărat activitatea expozițională, cu o lungă serie de expoziții anuale personale și participări la Saloane, de-a lungul deceniului al treilea. Practicând un stil de descendență grigoresciană, abordând însă arii tematice neexplorate de maestru (spiritualitatea religioasă a țăranului român), Chirovici cunoaște un mare succes la publicul vremii, destul de tradiționalist, între cumpărătorii săi fideli numărându-se și perechea suverană a României.
Urmează o perioadă de introspecție artistică, favorizată de călătoriile în Europa (Iugoslavia, Italia, Franța) și soldată cu o reconfigurare a stilului ce capătă o nouă forță devenind mai analitic, mai sobru. 

## Operă
Tablourile artistului, unul din reprezentanții importanți ai artei afișului în România, se întâlnesc mai ales în colecții particulare. George Chirovici, un subtil acuarelist, este cunoscut (și) ca pictorul troițelor, arta sa impresionând prin acuratețea desenului și tonurile temperate, un admirabil spectacol cromatic în care dominante sunt culorile nisipurilor, sirenelor arse, într-un desăvârșit acord muzical cu alburi catifelate și galbenuri pale; o pictură cu care te împrietenești și în care locuiești, căreia, odată " citită ", descifrată pe îndelete, îi duci dorul. Tematica amplă, legată de viața țăranului, natură, peisaje meditareneene sau de pitorescul urban, deschide tot atâtea " ferestre " de receptare a mesajului cuprins. Activitatea artistică a pictorului include și proiecte destinate amenajării de spații publice, scenografie de teatru și operă, machete de timbre, bancnote și medalii.

## Aprecieri
- Ruxandra Demetrescu afirma, | “ | „Ceea ce supraviețuiește, după trecerea (ne)indulgentă a timpului, este farmecul discret al universului vizual al artistului: el se așterne ca o patină pe troițele, țărăncile rugându-se în genunchi, bisericile sau peisajele sale. Pentru ca marea calitate a micului maestru este absenta patosului și a retoricii; mulțumindu-se cu un loc strategic de fundal, micul maestru nu este niciodată zgomotos și prin urmare ferit de orice stridență. De aceea privim cu indulgență și nostalgie tablourile lui George Chirovici, căci ele ne readuc parfumul " puțin fanat, dar înnobilat de timp " al unei epoci trecute a (stră)bunicilor. Prezența lor la Muzeul Țăranului Român le scoate la lumină din uitarea în depozitele de muzeu sau în colecțiile (ne)știute, într-o fericită restituire a unui meșter pe care, după cum spunea Victor Ion Popa în 1923, corectitudinea facturii și simplitatea inspirației îl lăsau într-o atmosferă adesea înfrățită cu banalul poetic.” | ” |